# 블뤼트너
율리우스 블뤼트너 피아노포르테파브릭 GmbH(독일어: Julius Blüthner Pianofortefabrik GmbH)는 독일 라이프치히에 있는 피아노 제조 회사이다. 블뤼트너를 사용한 음악인으로는 브람스, 드뷔시, 바그너, 슈트라우스, 차이콥스키, 라흐마니노프, 비틀즈 등이 있다.

## 역사

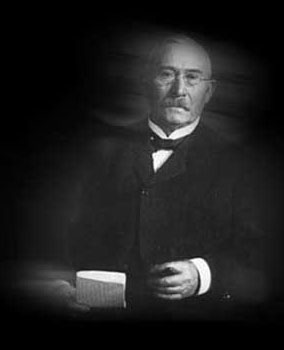
블뤼트너의 창립자 율리우스 블뤼트너

라이프치히 시민권을 얻기 위한 길고 힘든 노력 끝에, 율리우스 블뤼트너는 1853년 작센주 라이프치히에 자신의 작업장을 연 후 초기에는 세 명의 장인들을 고용했다.
1900년이 되자 블뤼트너는 매년 약 5,000대의 악기를 생산하며 독일 최대의 피아노 제조업체로 자리매김했다. 높은 음역대의 음역에 동조적인 진동을 주어 음색을 개선하는 부분 샘플링과 원통형 사운드보드, 각도를 맞춰 잘라낸 해머 등의 혁신 기술은 블뤼트너 악기만의 독특한 음색을 만들어냈다.
1917년 소유주 Adolf Max Blüthner, Dr. Paul Robert 및 Willy Bruno Heinrich는 오스트리아-헝가리 법원에 임명되는 왕실 조달 허가증을 받았다.
1943년엔 제2차 세계대전 중 공습으로 블뤼트너 공장이 파괴되었다.
전쟁이 끝난 후, 루돌프 블뤼트너헤슬러(Rudolf Blüthner-Haessler) 박사가 회사를 재건했고 1948년에 피아노 생산이 재개되었다.
1972년에 회사는 동독 정부에 의해 국유화되었고 잉베르트 블뤼트너헤슬러(Ingbert Blüthner-Haessler)가 전무이사로 남게 되었다.
1989년 베를린 장벽이 무너지고 1990년 독일이 재통일 되자 블뤼트너 가문이 다시 회사 경영권을 장악하게 되었다. 잉베르트 블뤼트너헤슬러는 회사를 재편하여 생산 용량을 늘리고 제조 공정을 현대화했다.
1994년부터 1997년 사이에 라이프치히 근처 Störmthal에 새로운 공장이 건설되었다.
1995년부터 잉베르트 블뤼트너헤슬러는 두 아들 크리스티안 블뤼트너헤슬러(Christian Blüthner-Haessler)와 크누트 블뤼트너헤슬러(Knut Blüthner-Haessler)와 함께 회사 경영을 공유하기 시작했다.
2009년에 드레스덴에 위치한 피아노 제조업체 Karl Rönisch는 블뤼트너와 합병되었고 Karl Rönisch의 생산라인 역시 라이프치히에 있는 블뤼트너 공장으로 이전되었다.

## 현재 그랜드 피아노 모델

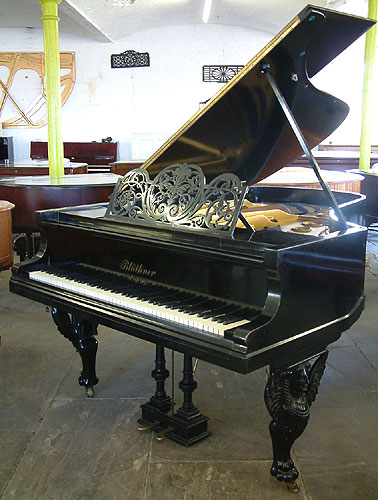
블뤼트너의 그랜드 피아노

| 모델 | 길이           |
| ---- | -------------- |
| 1    | 280 cm (9'2")  |
| 2    | 238 cm (7'8")  |
| 4    | 210 cm (6'10") |
| 6    | 190 cm (6'3")  |
| 10   | 166 cm (5'5")  |
| 11   | 154 cm (5'1")  |

## 현재 업라이트 피아노 모델
| 모델 | 높이           |
| ---- | -------------- |
| S    | 145 cm (57.3”) |
| B    | 132 cm (52.2”) |
| A    | 124 cm (49”)   |
| C    | 118 cm (46.2”) |
| D    | 116 cm (45.7”) |

## 단종된 피아노 모델
| 모델                 | 길이                           |
| -------------------- | ------------------------------ |
| Style IV             | 150 cm (4'11")                 |
| Style IVa            | 165 cm (5'5")                  |
| Style V              | 175 cm (5'9")                  |
| Style VI (Aliquot)   | 175 cm (5'9")                  |
| Style VII            | 190 cm (6'3")                  |
| Style VIII (Aliquot) | 190 cm (6'3")                  |
| Style IX             | 200 cm – 211 cm (6'7" – 6'11") |
| Style X              | 234 cm (7'8")                  |
| Style XI             | 274 cm (9')                    |
| Style XII            | 190 cm (6'3")                  |

## 비행선의 피아노
특히 관심을 끌었던 블뤼트너의 피아노 모델은 체펠린 비행선 LZ 129 힌덴부르크에서 사용하기 위해 만들어진 특수 경량 피아노였다. 피아노의 하프 플레이트는 알루미늄으로 제작되어 같은 크기의 일반 주철판에 비해 약 100kg의 무게를 절약할 수 있었다. 이 모델은 비행 중에 사용된 최초의 피아노였으며, "에어 콘서트" 라디오 방송에도 사용되었다. 이 모델은 1937년에 비행선의 무게를 줄이기 위해 철거되어 힌덴부르크호의 추락 사고는 피했지만 2차 세계 대전 중 폭격으로 파괴되었다. 1975년 미국의 영화 《힌덴버그》에서 리드 채닝(피터 도너)이 노래를 부르는 장면에서 이 모델의 복제품이 등장하기도 했다. 그러나 영화의 배경이 비행선의 마지막 비행 시점이고 그 당시의 비행선에는 피아노가 이미 철거되고 없었기 때문에 영화 속 피아노의 존재는 역사적 오류이다.

## 브랜드
블뤼트너는 자체 브랜드 외에도 중급 수준의 시장을 위한 Haessler와 보급 수준 시장을 위한 Irmler라는 두 개의 다른 브랜드가 있다.

### Haessler
중급 피아노 시장을 대상으로 제작된 Haessler 피아노는 블뤼트너 피아노와 동일한 공장에서 설계 및 제작된다.

### Irmler
입문자용 피아노 시장을 대상으로 제작된 Irmler 피아노는 블뤼트너가 설계하고 여러 국가에서 제조된다. 스튜디오 에디션 피아노는 중국에서 제작되어 독일로 배송되며, 독일에서는 아벨 해머를 사용한다. Professional Edition 피아노는 인도네시아에 위치한 삼익악기 공장에서 구조 및 음향 요소를 사용하고 폴란드에서 캐비닛을 제작한 후 독일에서 조립한다.

## 블뤼트너를 사용한 아티스트

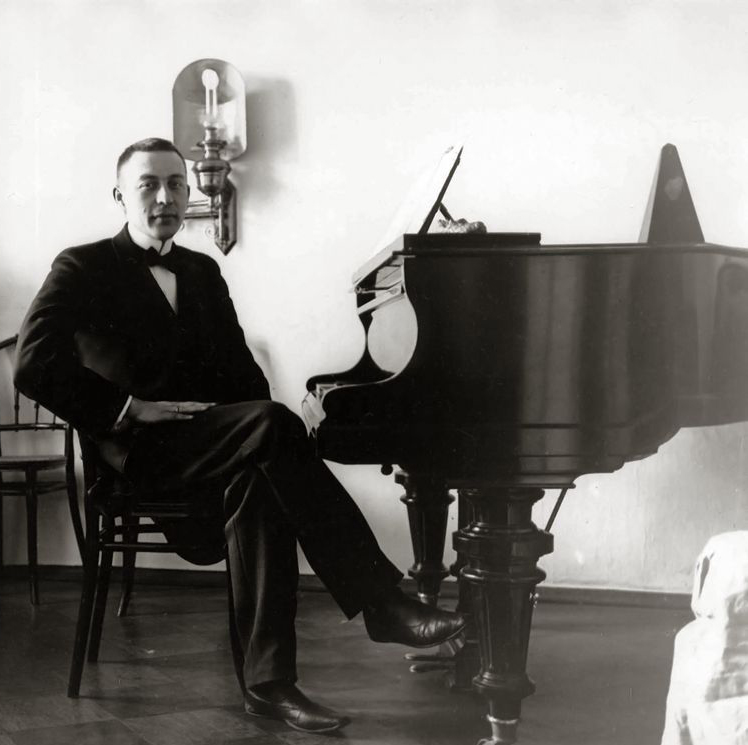
블뤼트너 피아노와 함께 있는 세르게이 라흐마니노프. 1910년대

수많은 왕족, 작곡가, 지휘자, 예술가, 작가, 연주자들이 블뤼트너 피아노를 소유했다. 블뤼트너 피아노를 사용했던 저명한 인물로는 빌헬름 2세, 프란츠 요제프 1세, 요하네스 브람스, 구스타프 말러, 리버라치, 버르토크 벨러, 클로드 드뷔시, 조지 폼비, 도디 스미스, 막스 레거, 리하르트 바그너, 요한 슈트라우스 2세, 표트르 차이콥스키, 드미트리 쇼스타코비치, 페트로날 말란 등이 있다. 세르게이 라흐마니노프는 "미국으로 가는 길에 내가 가지고 간 것은 두 가지 뿐이었습니다. 아내와 소중한 블뤼트너입니다."라고 말하기도 했다.